# Antonio Corradi da Gonzaga

Wappen des Hauses Corradi-Gonzaga bis 1328

Antonio Corradi da Gonzaga (* 1. Hälfte des 13. Jahrhunderts; † 1283 in Mantua) war ein italienischer Adeliger, der ausgedehnten Großgrundbesitz in der Herrschaft Gonzaga und in der Gemeinde Reggio nell’Emilia besaß, in den Kampf zwischen den Familien der Casaloldis und der Bonacolsi um die Vormacht in Mantua involviert war und zu den näheren Stammvätern der Familie Gonzaga zählt, die von 1328 bis 1708 in Mantua, erst als Herren, später als Markgrafen und ab 1530 als Herzöge herrschte und zu einer der bedeutendsten europäischen Dynastien aufstieg.

## Herkunft
Antonio stammt aus der italienischen Adelsfamilie der Corradi da Gonzaga, auch kurz Corradi-Gonzaga genannt, die in der Herrschaft Gonzaga lebte und dort als Lehensleute der mächtigen Benediktinerabtei San Benedetto di Polirone reich begütert war. Mitglieder der Familie traten bereits 1146 urkundlich auf, wo Obizzone, Raniero und Guiberto Corradi als Zeugen eine Schenkungsurkunde der Markgräfin Mathilde von Tuszien (Toskana) an die Abtei San Benedetto di Polirone bestätigten.
Als direkter Stammvater der Familie gilt Filippo Corradi da Gonzaga, der 1199 verstarb, dessen Sohn Abramino war der Vater von Guido di Abramino Corradi, der wiederum der Vater von Antonio und dessen Brüdern Bartolomeo, Bonamente und Bonaventura war, wobei Letzterer eine Nachkommenschaft hinterließ, die in vierter Generation erlosch.
Namen und Herkunft der Mutter Antonios sind nicht überliefert.

## Leben
In seiner Jugend war Antonio von den Streitigkeiten seines Vaters mit den Grafen Casaloldi betroffen, die dazu führten, dass seine Familie aus ihren Besitzungen in Reggio vertrieben und erst 1257 wieder in die Stadt zurückkehren konnte. Antonio war auch in Mantua niedergelassen und stand dort in engem Kontakt zu den führenden Familien der Stadt, den Grafen Casaloldi und den Bonacolsi und nahm am 30. November 1259 gemeinsam mit Pinamonte Bonacolsi am Abschluss des Friedensvertrages zwischen den Städten Mantua und Verona teil.
Zur Zeit Antonios kam es jedoch zu einem Machtkampf zwischen den Familien der Bonacolsi und den Grafen Casaloldi um die Herrschaft in Mantua, wovon Antonio und seine Familie direkt betroffen waren, da sie als Verbündete der Bonacolsis 1264 ihre Besitzungen in Marmirolo verloren und 1271 von den Casaloldis 1271 auch aus Mantua vertrieben wurden.
Die Politik der Casaloldis, ihre Herrschaft in Mantua durch Vertreibung und Enteignung aller einflussreichen Familien abzusichern, erwies sich jedoch als kontraproduktiv, da sie dadurch ihren eigenen Sturz vorbereiteten, da sich die vertriebenen Familien der gegnerischen Partei der der Bonacolsis anschlossen. Dadurch gelang es den Bonacolsis und ihren Anhängern 1272 nach Mantua zurückzukehren, worauf sich Pinamonte Bonacolsi am 4. Juli 1272 zum Herren von Mantua machte.
Dante Alighieri erwähnt in seiner Göttlichen Komödie dieses Ereignis im zwanzigsten Gesang des Infernos im Abschnitt 94 f.:
„Già fur le genti sue dentro piú spesse,
prima che la mattia dei Casaloldi
da Pinamonte inganno ricevesse“
Übersetzung:
„Das Volk war in der Stadt viel zahlreicher geworden, bis die Dummheit des Casaloldi dem Betrug des Pinamonte erlag.“
Als enger Parteigänger der Bonacolsi waren auch Antonio Corradi und seine Familie 1272 nach Mantua zurückgekehrt und erhielten ein Jahr später auch ihre dortigen Besitzungen zurück.
Die Casaloldis wurden aus Mantua vertrieben, flohen und verschanzten sich in der Burg und Herrschaft Gonzaga, bis sie 1278 von Pinamonte Bonacolsi auch von dort vertrieben wurden. Dieser zog ihre Besitzungen ein, vergaß bei der Verteilung ihres Besitzes aber nicht auf die befreundeten Corradis, sondern ließ ihnen nicht nur die von den Casaloldis eingezogenen  Besitzungen in Gonzaga und Marmirolo zurückerstatten, sondern übertrug Antonio darüber hinaus einen Teil der Besitzungen der Casaloldis, so etwa in Bondeno di Roncore und in Bondeno di Gonzaga.
Antonio Corradi da Gonzaga verstarb der Überlieferung nach im Jahre 1283. Er konnte daher nicht mehr den nächsten Schritt zum Aufstieg der Familie erleben, nämlich, dass es – dank der besonderen Bemühungen seines Sohnes Federico – 1287 gelang, vom Abt der Abtei San Benedetto di Polirone die Belehnung seiner Familie mit der lange umkämpften Burg und Herrschaft Gonzaga zu erlangen, die Jahrzehnte später als neuer Familiennamen der Corradi-Gonzaga in die Geschichte eingehen sollte.

## Ehe und Kinder
Antonio Corradi war mit Richilde Pedroni vermählt, die als Erbin ihres Vaters Ugone de‘ Pedroni der Familie Corradi  umfangreiche Besitzungen in Brescia und in Ferrara in die Ehe mitbrachte und damit die finanzielle Basis für den weiteren Aufstieg der Familie wesentlich verbreiterte.

### Nachkommen
- Bonaventura Corradi hinterließ eine Nachkommenschaft, die sich über zwei Generationen verfolgen lässt und aus der Sagramoro  Corradi hervorragt, der von 1307 bis 1320 Bischof von Mantua war.[5]
- Giulio Corradi
- Guido di Antonio Corradi da Gonzaga war der nähere Stammvater des Hauses und der Vater von Luigi I. Gonzaga, der 1328 durch die Vertreibung der Bonacolsis die Herrschaft über Mantua an seine Familie brachte, die bis zum Jahr 1708 Bestand hatte.
- Bartolomeo Corradi
- Federico Corradi, Geistlicher und Domherr zu Mantua, der 1285 als päpstlicher Inspektor der Abtei San Benedetto di Polirone durch Vorlage – vermutlich gefälschter – Urkunden Ansprüche seiner Familie auf Gonzaga geltend machte und dadurch wesentlich dazu beitrug, dass seine Familie 1287 von der Abtei mit der Herrschaft Gonzaga belehnt wurde.